# Puebla de Benifasar
Puebla de Benifasar (La Pobla de Benifassà en valenciano y oficialmente) es un municipio de la Comunidad Valenciana, España. Está situado en la provincia de Castellón y en la comarca del Bajo Maestrazgo. Cuenta con 213 habitantes (INE 2021).

## Geografía
El paisaje es muy quebrado y montañoso, de gran valor botánico con plantas únicas de estos parajes, que dan cobijo a una fauna muy diversa como son la cabra montés, buitre, halcón, ruiseñor, etc. Se sitúa en el triple límite entre las provincias de Castellón (Comunidad Valenciana), Teruel (Aragón) y Tarragona (Cataluña).
En su término municipal nace el río Cenia, cuyas aguas junto a las del río Verde y barranco de la Tenalla se almacenan en el embalse de Ulldecona.
Se accede a esta localidad desde Castellón de la Plana tomando la CV-10,luego la CV-11, a continuación la CV-105 y finalmente la CV-107.

### Barrios y pedanías

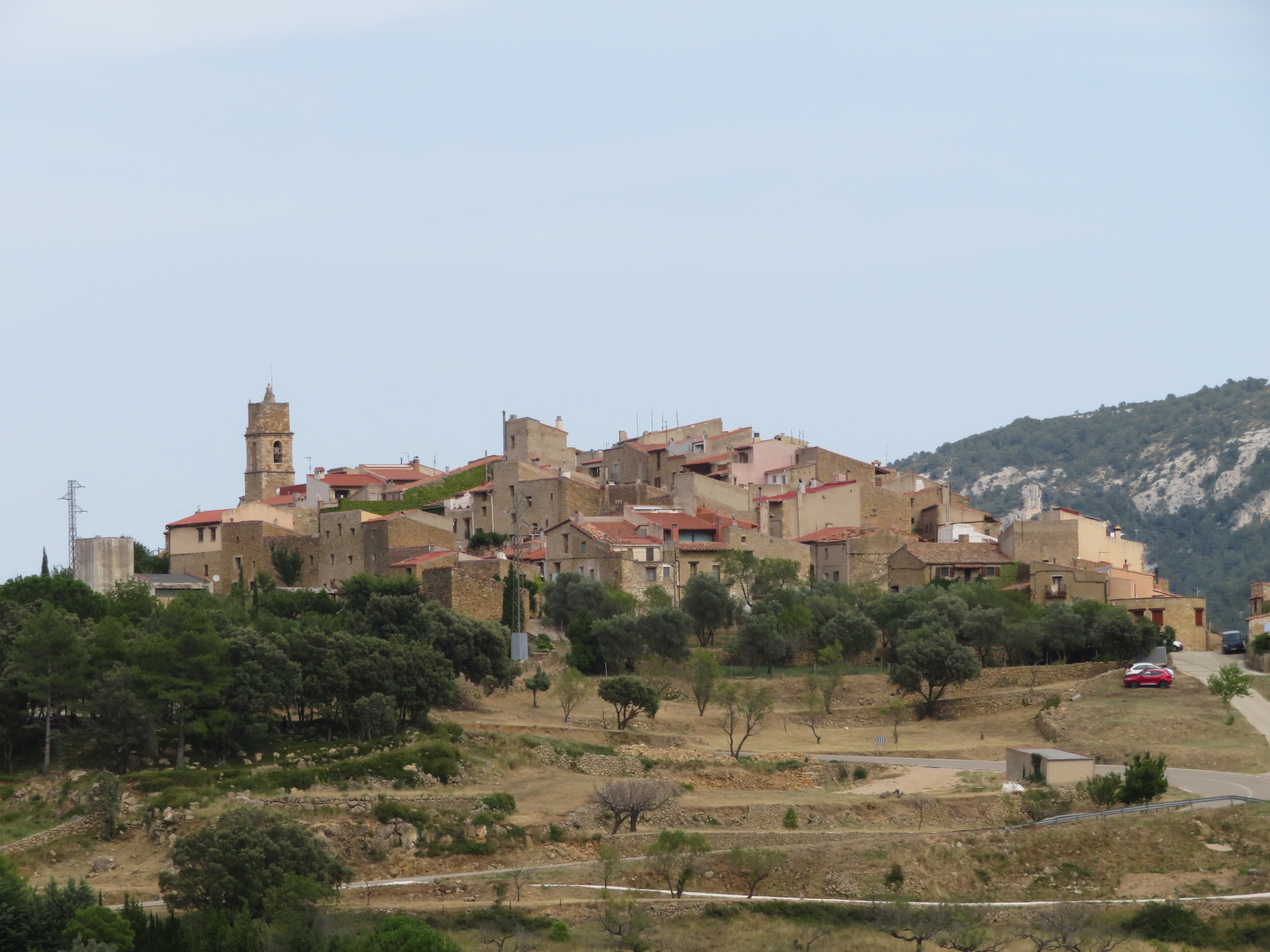
El Bellestar o Ballestar de la Tinença de Benifassà

En el término municipal de Puebla de Benifasar se encuentran también los siguientes núcleos de población:
- El Ballestar
- El Bojar
- Convento de Benifasar
- Corachar
- Fredes
- El Mangraner
- Masía Molino del Abad
- San Pedro

### Localidades limítrofes
El término municipal de Puebla de Benifasar limita con las siguientes localidades:
Castell de Cabres, Rosell y Vallibona todas ellas de la provincia de Castellón;
Peñarroya de Tastavins, Valderrobres, en la provincia de Teruel, (Aragón); y Cenia, en la provincia de Tarragona.

## Historia
El municipio siempre ha formado parte de la Tenencia de Benifasar, la cual está formada por siete localidades (Ballestar, Bel, El Bojar, Castell de Cabres, Corachar, Fredes y Puebla de Benifasar); perteneció en feudo al Abad del Monasterio, actualmente ocupado por monjas cartujas de la Orden de San Bruno, único en España. Durante el dominio musulmán, la vida de la comarca se desarrolló en torno al castillo árabe de Beni-Hassan. Posteriormente, fue conquistado por el rey Jaime I de Aragón quien mandó construir junto al castillo la primera fundación cisterciense del Reino de Valencia. 
Por su parte, la Pobla fue fundada por el abad Berenguer de Concavella con una carta puebla, la del 11 de enero de 1261, sobre las aldeas de Belloc y Albari. En su término se encuentran los restos del monasterio de Benifasar, fundado por monjes del Monasterio de Poblet en 1233 siendo ya, en 1250, uno de los grandes señoríos eclesiásticos valencianos medievales. También se encuentra en su término el poblado de El Mangraner, cuya carta puebla es de 4 de mayo de 1269. 

### El Bojar

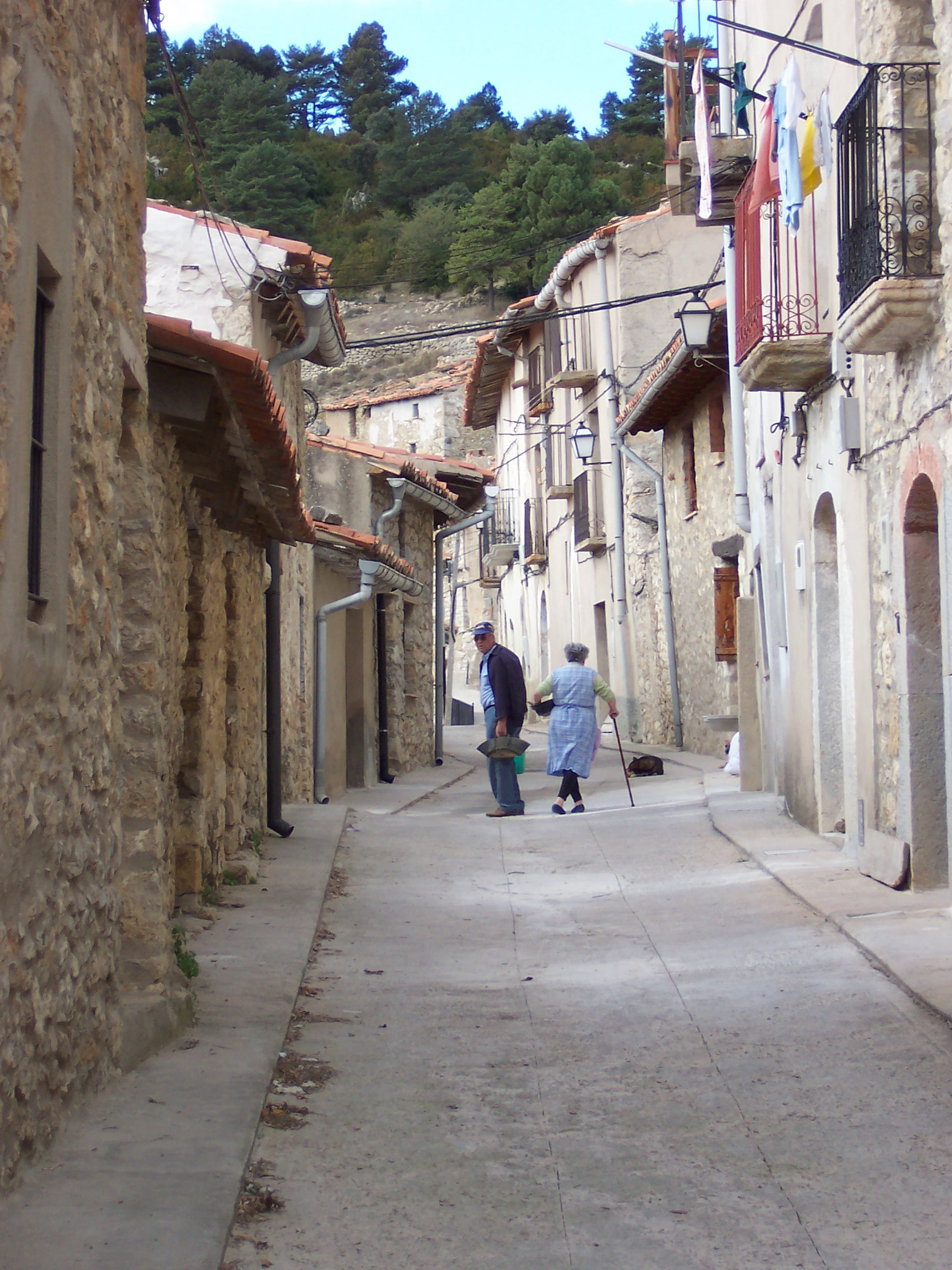
El Bojar.

Esta pedanía de Puebla de Benifasar también perteneció a la Tenencia de Benifasar, pues, tras la conquista cristiana del siglo XIII, era patrimonio del monasterio de dicho nombre. El 15 de marzo de 1236, Blasco de Alagón realizó una primera repoblación junto con Fredes, otorgando carta puebla a favor de Domènec Berenguer. En 1463 quedó totalmente despoblada como consecuencia de la Guerra Civil Catalana.

### Fredes
Es el pueblo más septentrional de la Comunidad Valenciana y se encuentra en 1.090 m. de altitud. Históricamente formó parte de la Tenencia de Benifasar. Recibió una primera carta puebla de Blasco de Alagón el 15 de marzo de 1236. Fue abandonado durante la guerra de Cataluña en 1463, y también en tiempo de Felipe IV. Fue zona de control carlista durante el siglo XIX y en 1977 fue anexionado a Puebla de Benifasar.

## Demografía
Puebla de Benifasar cuenta con una población de 240 habitantes (INE 2024).
| Gráfica de evolución demográfica de Puebla de Benifasar entre 1842 y 2021 |
| |
| Población de derecho según los censos de población del INE Población de hecho según los censos de población del INEEn este censo se denominaba Puebla de Benifaza: 1842 En este censo se denominaba Puebla: 1857 En estos censos se denominaba Puebla de Benifasar: 1860, 1877, 1887, 1897, 1900, 1910, 1920, 1930, 1940, 1950, 1960, 1970, 1981 y 1991 Entre el censo de 1981 y el anterior, crece el término del municipio porque incorpora a Ballestar, Bojar, Corachar y Fredes |

| 1857 | 1877 | 1887 | 1900 | 1910 | 1920 | 1930 | 1940 | 1950 | 1960 | 1970 | 1981¹ | 1991 | 1996 | 2000 | 2005 | 2009 | 2010 | 2011 | 2012 | 2013 | 2014 | 2015 | 2016 | 2021 |
| ---- | ---- | ---- | ---- | ---- | ---- | ---- | ---- | ---- | ---- | ---- | ----- | ---- | ---- | ---- | ---- | ---- | ---- | ---- | ---- | ---- | ---- | ---- | ---- | ---- |
| 528  | 640  | 667  | 695  | 748  | 670  | 642  | 645  | 571  | 470  | 326  | 361   | 231  | 202  | 269  | 246  | 296  | 283  | 316  | 290  | 254  | 226  | 228  | 209  | 213  |

 1 Entre el censo de 1981 y el anterior, crecen la población y su término porque se incorporan los municipios de Ballestar, El Bojar, Corachar y Fredes

## Política
| Periodo   | Nombre                | Partido   |
| --------- | --------------------- | --------- |
| 1979-1983 | Vicente Adell Adell   | UCD       |
| 1983-1987 | José Ramón Royo Giner | PSPV-PSOE |
| 1987-1991 | José Ramón Royo Giner | PSPV-PSOE |
| 1991-1995 | José Ramón Royo Giner | PSPV-PSOE |
| 1995-1999 | José Ramón Royo Giner | PSPV-PSOE |
| 1999-2003 | José García Diana     | PP        |
| 2003-2007 | José García Diana     | PP        |
| 2007-2011 | Víctor Gargallo Bel   | PSD       |
| 2011-2015 | Víctor Gargallo Bel   | PP        |
| 2015-2019 | David Gil Ventaja     | PP        |
| 2019-2023 | David Gil Ventaja     | PP        |
| 2023-act. | David Gil Ventaja     | PP        |

## Economía
Las actividades económicas de este municipio son la ganadería de montaña, el turismo y la hostelería.

## Monumentos

### Monumentos religiosos
- Monasterio de Santa María de Benifasar. Real Convento de Santa María de Benifasar, hoy monasterio de Santa María de Benifasar. Edificio gótico cisterciense del siglo XIII.
- Iglesia Parroquial de la Asunción de María de Puebla de Benifasar
- Iglesia parroquial de San Pedro
- Iglesia del Ballestar. Es del siglo XIII.
- Iglesia del Bojar. Es del siglo XVIII y está dedicada a la Asunción de la Virgen.
- Iglesia de Corachar. Es del siglo XIII y tiene por titular a San Jaime.
- Iglesia de Fredes. Está dedicada a los santos de la Piedra, Abdón y Senén.
- Ermita de la Trinidad

### Monumentos civiles
- Pinturas rupestres de la Cueva de los Roedores. Declaradas de interés artístico e histórico.
- Casco urbano. De interés arquitectónico.
- Ayuntamiento. Edificio de interés arquitectónico.

## Lugares de interés
Los parajes más significativos son:
- Parque natural de la Tenencia de Benifasar.
- Tosal del Rey.
- Salto de Roberto.
- Rincón de los Melocotoneros.
- Portal del Infierno.
- Roca Blanca
- Cueva del Ángel.
- Barrancos: Tenalla, el Avellana, el Salto, la Fou, la Pica, y de Bel.
- Fuentes: Font Lluny, la Caridad, la Fuente del Bojar, la Fuente de la Roca y la Fuente de Coracha.

## Fiestas locales
- Fiestas del Ballestar. El primer o segundo fin de semana de agosto se celebran las fiestas de San Salvador que son las fiestas mayores del Ballestar.
- Fiestas del Bojar. El fin de semana más próximo al 11 de junio se celebran las fiestas de San Bernabé que son las fiestas mayores del Bojar.
- Fiestas de Corachar. El fin de semana más próximo al 25 de julio se celebran las fiestas de San Jaime que son las fiestas mayores de Corachar.
- Fiestas de Fredes. El segundo fin de semana de agosto se celebran las fiestas de Los Apóstoles que son las fiestas mayores de Fredes.

- Fiestas de Puebla de Benifasar:
  - San Antonio Abad. Se celebra el día 17 de enero. Se hace una barraca con cinco pinos, se llena de ramas de árboles y por la noche se quema.
  - Fiesta de Los Apóstoles. (Romería a la Fuente de la Caridad). Se celebra el 1 de mayo.
  - Fiestas mayores. Se celebran las fechas cercanas al 15 de agosto en honor de la Asunción de la Virgen. Los festejos duran 4 o 5 días.

## Gastronomía
Los platos típicos de la Tinença son: El recapte y las chuletas de cordero con patatas. También debemos resaltar el buen jamón de la zona, la miel, las almendras y la cuajada. De la repostería destacan los carquiñoles y los "crespells".